# Seznam zoologických zahrad v Česku
Do seznamu zoologických zahrad v Česku jsou na této stránce zařazeny licencované zoologické zahrady i další chovná zařízení, například zookoutky.

## Zoologické zahrady
Do seznamu zoologických zahrad patří organizace, které od Ministerstva životního prostředí České republiky obdržely licenci k provozování zoologických zahrad. V roce 2019 jich MŽP uvádělo 29. Významné zoologické zahrady v Česku sdružuje Unie českých a slovenských zoologických zahrad (UCSZOO). Většina z nich (16 v roce 2019) je členem i Evropské asociace zoo a akvárií (EAZA) nebo Světové asociace zoo a akvárií (WAZA).
```
 Členové UCSZOO i EAZA

 Členové UCSZOO, ne však EAZA
```

Členy UCSZOO i EAZA jsou:
- Zoologická zahrada Brno
- Zoologická zahrada Děčín – Pastýřská stěna
- ZOO Dvůr Králové
- Zoo Hluboká (dříve ZOO Ohrada)
- Zoologická zahrada Hodonín
- Podkrušnohorský zoopark Chomutov
- Zoologická zahrada Jihlava
- Zoologická zahrada Liberec
- Zoologická zahrada Olomouc
- Zoologická zahrada Ostrava
- Zoologická a botanická zahrada města Plzně
- Zoologická zahrada Praha
- Zoologická zahrada Ústí nad Labem
- Zoologická zahrada Zlín

Členy UCSZOO, avšak nikoli členy EAZA jsou: 
- Zoopark Vyškov
- Zoologická zahrada Chleby
- Zoo Na Hrádečku v Horní Pěně v okrese Jindřichův Hradec

Další zoologické zahrady:
- Faunapark Sedlec v Sedlci u Mikulova v okrese Břeclav
- Faunapark v Horní Lipové v obci Lipová-lázně v okrese Jeseník
- Krokodýlí Zoo Praha v Praze 7
- Krokodýlí ZOO Protivín v okrese Písek
- Papouščí zoologická zahrada Bošovice v okrese Vyškov
- paraZOO ve Vlašimi v okrese Benešov
- ZOO Dvorec u Dvorci v okrese České Budějovice
- ZOO Mořský svět v Praze 7
- Zoo Plasy v Plasech v okrese Plzeň
- Zoologická zahrada Tábor
- Zoopark Zájezd v Zájezdu v okrese Kladno
- Zoopark Nehvizdy v okrese Praha-východ

## Další chovná zařízení
- Ringelland – v Habrkovicích v okrese Kutná Hora[3]
- Biopark Štít – ve vsi Štít v okrese Hradec Králové[4]
- Zoo park Česká Skalice v okrese Náchod

### Zookoutky
- Daňčí obora v parku Boženy Němcové (Zookoutek Karviná-Fryštát) – mezi bývalou Laryschovou maštalí (hasičskou stanicí) v zámeckém parku Boženy Němcové a loděnicí u slepého ramena řeky Olše a kynologického cvičiště
- Zookoutek Radonice – v areálu bývalého JZD, česká hospodářská zvířata, spojeno s naučnou stezkou
- Zookoutek restaurace U Tří pštrosů Újezd pod Přimdou – pštrosi emu, pávi, kamerunské kozičky, medvídek mýval, divoká prasata, exotičtí bažanti a jiné druhy ptactva.
- Zookoutek při veterinární nemocnici MVDr. Radomíra Hynara Opava-Jaktař – zakrslí králíci, morčata, zakrslé slepičky, kamerunské kozy, kamerunské ovce, oslík
- Arboretum a zookoutek Nový Dvůr, Opava, od r. 2009, koza kašmírská, koza kamerunská, prase vietnamské, ovce domácí, králíci, slepice…
- Dvorek naší babičky, arboretum a zookoutek Boskovice, – ovce, kozy, králíci, slepice a z exotických ptáků pak andulky a korely.[5]
- Zookoutek Kutná Hora, 20. léta – 1974, nyní snahy o obnovu, do budoucna i o získání statusu zoologické zahrady[6]
- Babiččin dvoreček – zookoutek s domácími zvířaty, jízdárna Dalen, Náchod. Prase, koza, ovce, slepice, kachny, husy, koně a miniponíci, králíci, holubi, psi a kočky.
- Bělecký mlýn, Prostějov – včelín, koně, ovce, alpské krávy
- Zookoutek Třebíč (sdružení Zookontakt Rebeka), u nemocnice – od 1943, zrušen 2009
- Zookoutek DDM Třebíč – v současné podobě od 24.4.2015 – zaměření na chov malých exotických zvířat (cca 70 druhů), výuka dětí a mládeže
- Zookoutek Domažlice, Hanův park (dnes Husův park), 1957 – cca 1965. Medvědi, srny, jezevci, makak rhesus, křepelka, bažanti, pávi, čápi, labutě, kachny, papoušci, lesní ptactvo, sovy (výr, kalous, puštík).[7]
- Zookoutek Ryžoviště, okres Bruntál – králíci, morče, andulky, slípky, kozy, hrdličky, pávice, činčily[8]
- Zookoutek Slavkov u Brna, u autobusového nádraží – kachna březňačka, husa velká, berneška běločelá, husa labutí a bílá.[9]
- Zemědělský skanzen U Havlíčků v Rapotíně
- Zookoutek Holešov, původně obora s exotickými zvířaty šlechtického rodu Wrbnů, od roku 1948 jeden z nejvýznamnějších zookoutků v republice, velmi široká škála zvířat, zrušen 1996.[10]
- Zookoutek Zahrady Vysočiny Žďár nad Sázavou – současně s EKO-centrem a dětským koutkem jsou součástí velkého zahradního centra na okraji města Žďáru nad Sázavou; voliéra, výběhy[11]
- Minizoo Ekocentrum Zahrada Mladá Boleslav,
- Stanice přírodovědců DDM hlavního města Prahy – venkovní expozice (klokani, poníci, kozy, prasátka, andulky) a tropické skleníky a terária s kolekcí ryb, plazů a obojživelníků.[12]

Lesnické zookoutky: 
- Zookoutek Malá Chuchle (Lesy hl. m. Prahy)[13]
- Zookoutek Kunratice – Kunratický les (Lesy hl. m. Prahy, výběhy pro srnčí a daňčí zvěř)[13]
- Divoká zahrada Hostivař (někdy označován Zookoutek Háje) – Lesopark Hostivař (Lesy hl. m. Prahy, výběhy pro zvěř – mufloni, kozy kamerunské, vodní ptáci)[13]
- Zookoutek Kamýk – les Kamýk (Lesy hl. m. Prahy, výběhy pro kozy kamerunské a walisserské, bažantí voliéra)[13]
- Zookoutek v Břežanském údolí (Lesy České republiky, Lesní závod Konopiště)
- Lesní koutek Ralsko, obec Hradčany, Českolipsko